# Mario Cozzio
Mario Cozzio (* 14. August 1993 in Sursee, heimatberechtigt in Geuensee) ist ein Schweizer Politiker (GLP), Luzerner Kantonsrat und Fraktionspräsident sowie Verkaufsleiter.

## Biografie
Mario Cozzio wuchs mit seinen Eltern und zwei Schwestern in Geuensee auf und besuchte die Kantonsschule Sursee, die er 2013 mit der Matura mit Schwerpunktfach Musik abschloss. 2009/10 verbrachte er ein Austauschjahr in West Columbia (South Carolina, USA). Nach dem Gymnasium leistete er Zivildienst in einer sozialen Institution in Reinach AG. Er studierte ein Semester an der Rechtswissenschaftlichen Fakultät der Universität Zürich und schloss die Semesterprüfungen erfolgreich ab. 2016 begann er die Ausbildung zum Young Insurance Professional des Berufsbildungsverbandes der Versicherungswirtschaft (VBV) und schloss diese 2018 ab, gefolgt von den Ausbildungen zum Versicherungsvermittler VBV, zum diplomierten Finanzberater IAF, zum Finanzplaner mit eidgenössischem Fachausweis und zum eidgenössisch diplomierten Verkaufsleiter.
Nach rund eineinhalb Jahren als Barkeeper in Zürich startete Mario Cozzio 2016 als Trainee bei Baloise an deren Hauptsitz in Basel. 2018 wechselte er intern als Kundenberater auf die Generalagentur Sursee. Seit Dezember 2023 ist er dort als Verkaufsleiter tätig.
Mario Cozzio lebt mit seinem Partner in der Stadt Sursee.

## Politik
Mario Cozzio ist seit 2014 Mitglied der Grünliberalen Partei und seit November 2014 Vorstandsmitglied der Surseer Orts- und Wahlkreispartei. Im Jahr 2016 wurde er in die Bürgerrechtskommission seiner Heimatgemeinde Geuensee gewählt und von dieser als deren Präsident bestimmt. Im gleichen Jahr gründete er als Gründungspräsident die Junge Grünliberale Partei (JGLP) Kanton Luzern und wurde zum Präsidenten des Netzwerks queer GLP und damit in den nationalen Parteivorstand gewählt. Bereits 2017 trat er als Präsident und Mitglied der Bürgerrechtskommission Geuensee wieder zurück, da er seinen Wohnsitz nach Sursee verlegte. Ab 2018 war er Präsident der Surseer Orts- und Wahlkreispartei. Seine Tätigkeiten in der JGLP, der queer GLP und im nationalen Vorstands gab er 2019 auf. Nach der knapp verpassten Wahl in den Kantonsrat im selben Jahr rückte er 2020 als Nachfolger von Markus Hess ins Kantonsparlament nach und wurde 2023 bestätigt. Aufgrund seiner Wahl zum Fraktionspräsidenten der Grünliberalen im Luzerner Kantonsrat per 1. Januar 2024 gab er sein Amt als Präsident der GLP Wahlkreis Sursee ab und ist seither noch Präsident der GLP Stadt Sursee.
Politisch setzt Mario Cozzio seine Schwerpunkte vor allem in der Finanz- und Steuerpolitik, der Staatspolitik, der Chancengerechtigkeit, der Gleichstellung von LGBTQIA+ Menschen sowie der Digitalpolitik. Im Jahr 2015 kandidierte Mario Cozzio ohne Erfolg für die JGLP Luzern für den Nationalrat. In den Jahren 2019 und 2023 leitete er den Wahlkampf der GLP Wahlkreis Sursee für die Kantonsratswahlen, was 2023 zu einem Sitzgewinn führte.
Mario Cozzio engagiert sich unter anderem als OK-Präsident des Luzerner Kantonal-Musikfest 2025 (Musigfäscht Soorsi 2025) und als Beiratspräsident der Musikschule Region Sursee. Er ist Mitglied des Netzwerks Politik des RET Sursee-Mittelland, des Vereins Pro Wind Luzern, des Hauseigentümerverbands Kanton Luzern und vertritt seine Arbeitgeberin im Verein Gewerbe Region Sursee.